# Reggenza (linguistica)
Si parla di reggenza, in linguistica, in riferimento all'influenza esercitata da un elemento grammaticale su un altro. L'elemento controllore attiva negli elementi controllati, con i quali è in una relazione sintagmatica specifica, alcuni morfemi.
Un tipico esempio di reggenza è quella del caso, in base alla quale un verbo o una preposizione determinano il caso in cui deve essere declinato il sostantivo a cui si riferiscono. Per esempio, in latino, lo stato in luogo è espresso da in + ablativo (in urbe sum), mentre il moto a luogo da in + accusativo (eo in urbem).
Ad esempio, le preposizioni tedesche zu, mit, von, aus, zwischen reggono il dativo. Il verbo helfen è sempre seguito dal dativo della “persona aiutata”, che è invece espressa in italiano da un complemento oggetto (ich helfe meinem Bruder = "aiuto mio fratello").
La reggenza è una nozione ancora più importante in lingue che hanno una forte distinzione di casi, come il russo e il finnico, ma esiste anche in lingue che non hanno questa categoria grammaticale.
In italiano, l'aggettivo sensibile può essere seguito soltanto dalla preposizione a: es. sono sensibile alle lusinghe.
Si distingue tra due tipi di reggenza: reggenza libera e reggenza obbligatoria. Nel primo caso il controllore può essere usato anche senza una parola controllata (ad esempio sono sensibile non deve essere obbligatoriamente seguito da a ...), mentre nel secondo caso il controllore non può occorrere senza l'elemento controllato (ad esempio fare a meno non ha nessun significato se non è seguito da di + nome).